# Azerion
Azerion es una empresa holandesa de tecnología y entretenimiento fruto de la fusión entre la tecnológica Improve Digital y la desarrolladora de videojuegos OrangeGames, con sede en Ámsterdam. Su foco principal es el mercado Europeo. La compañía actúa como un holding para numerosas empresas como son Sell Branch, Wide Space y Sulake.
Además de videojuegos, Azerion ofrece una variedad de soluciones tecnológicas enfocadas a mejorar la relación entre desarrolladores, editores y jugadores. Para ampliar su cartera, Azerion aplica una política de adquisición de productos únicos o que no tengan un claro competidor.
La compañía afirma ser el mayor proveedor de juegos casuales en los Países Bajos y tiene oficinas en Ámsterdam, Berlín, Bruselas, Helsinki, Estambul, Copenhague, Lisboa, Londres, Madrid, Oslo, París y Estocolmo, entre otros.

## Historia
En febrero de 2018, Improve Digital y OrangeGames se fusionaron bajo el nombre preliminar de Blue Orange Group. En octubre de ese mismo año anunciaron que se llamarían finalmente Azerion. Antes de la fusión, Improve Digital era una subsidiaria de la compañía suiza de telecomunicaciones Swisscom.
En mayo de 2018, Azerion (en ese momento todavía bajo la marca OrangeGames) adquirió la compañía finlandesa de entretenimiento social Sulake, que por entonces era propiedad de la empresa finlandesa de telecomunicaciones Elisa. Sulake es conocida por la comunidad virtual en línea llamada Habbo.
El 20 de junio de 2019, Azerion adquiriría la división de juegos móviles de la compañía holandesa Spil Games así como una participación minoritaria.
En julio de 2019, Azerion adquirió la comunidad virtual en línea Woozworld de un grupo de inversores canadienses.
El 11 de octubre de 2019, Azerion compró la exclusivista online HiMedia (propiedad de AdUX). Azerion tenía previamente una participación indirecta en HiMedia Alemania a través de una participación minoritaria estratégica en AdUX.
Azerion ha estado agrupando sus actividades comerciales en la plataforma central AzerionOne desde septiembre de 2019.

## Empresas propiedad de Azerion
- AdUX
- GameDistribution
- HiMedia
- Improve Digital
- Plinga
- Sellbranch
- Semilo
- Smeet
- Spil Games (participación minoritaria)
- Sulake
- Tubia
- Tunnl
- Voidu
- Widespace
- Yoki Network
- Youda Games
- Kizi.com